# FGD4
FGD4‏ (FYVE, RhoGEF and PH domain containing 4) هوَ بروتين يُشَفر بواسطة جين FGD4 في الإنسان.